# 尊號一件
尊號一件（日语：〔〕／ Songō ikken）是日本江戶時代後期，發生在京都的朝廷和江戶的幕府之間，關於閑院宮典仁親王的尊號贈與的紛議事件。也稱作尊號事件。

## 概要
後桃園天皇駕崩之時，因為無皇子，而以典仁親王之子為養子，即位後成為第119代光格天皇。1788年（天明8年），光格天皇欲贈與生父典仁親王太上天皇（上皇）的尊號，公家中山愛親等人向幕府通達，老中松平定信以贈與未即皇位之人皇號違反前例為由反對。朝廷提出德川時代以前的古例以對抗定信，結果發展成為朝幕間的學問論爭。1791年（寛政3年）12月，天皇召開「群議」，得到参議以上40名的公卿之內的35名的贊同，強行決定「尊號宣下」。

## 結果
對此事態感到憂慮的前關白也是典仁親王之弟（天皇的叔父）的鷹司輔平為了避免皇室和幕府的全面對決，也為了防止危及兄長典仁親王，向定信請求改善典仁親王的待遇以放棄尊號。定信處分中山愛親・正親町公明等公家，並處罰在九州活動的勤皇思想家高山彥九郎。勤皇派的水戶德川家支持定信，天皇雖然不甘心，最後接受了輔平和後櫻町上皇的勸說，放棄給生父尊號。定信最後以加增典仁親王1000石等措施作為沒有尊號的補償。

## 之後
典仁親王是明治天皇的直接祖先（明治天皇是典仁親王的玄孫），1884年（明治17年），明治政府贈與慶光天皇（慶光院）的諡號和太上天皇的稱號。